# Bátori Miklós (székely ispán)
Bátori Miklós Bátori Bereck fia a Gutkeled nemzetségből, brassói ispán és székely ispán.

## Élete
Bátori Bereck fiaként született. Testvérei András váradi püspök, János bihari ispán, Lökös és Klára voltak.
1337-ben csongrádi ispán és szegedi várnagy.
1350 áprilisától 1352-ig székely ispán. 
Ugyanezen idő alatt a kor szokásainak megfelelően nyilván brassói ispán is, 1351-ben külön említik is brassói ispánságát.
István herceg kifogásolta, hogy a barcasági tized negyed részét a maga javára szedte be.

## Családja
Két lánya volt, Ágnes és Borbála, akiket 1369-ben fiúsítottak.